# 단성 이씨
단성 이씨(丹城李氏)는 경상남도 산청군을 본관으로 하는 한국의 성씨이다. 시조는 고려에서 평장사(平章事)를 지낸 이현(李峴)이다.

## 참고 자료
- “단성이씨(丹城李氏)”. 뿌리를 찾아서.[깨진 링크(과거 내용 찾기)]